# Phasia occidentis
Phasia occidentis är en tvåvingeart som först beskrevs av Walker 1853.  Phasia occidentis ingår i släktet Phasia och familjen parasitflugor. Inga underarter finns listade i Catalogue of Life.